# Gosań (województwo zachodniopomorskie)
Gosań (niem. Denkmal) – dawna miejscowość w północno-zachodniej Polsce, położona na wyspie Wolin, w województwie zachodniopomorskim, w powiecie kamieńskim, w gminie Międzyzdroje
Leżała w pobliżu morza, między miejscowością Biała Góra a wzgórzem Gosań, na północny wschód od Międzyzdrojów, na terenie Wolińskiego Parku Narodowego.

## Historia
Po II wojnie światowej Gosań weszła w skład gromady Warnowo w gminie Kołczewo w powiecie wolińskim w województwie szczecińskim. Wraz z reformą administracyjną znoszącą gminy, Gosań (jako część Warnowa) włączono do nowo utworzonej gromady Ładzin. 1 stycznia 1973 Gosań włączono do miasta Świnoujścia. Po wydzieleniu się gminy Międzyzdroje w 1984 roku znalazła się formalnie w tej gminie, jednak nie określono poprawnie nowego rodzaju miejscowości – osada figurowała nadal w urzędowych wykazach jako "część miasta Świnoujście" (np. jako część Świnoujścia znajdująca się w gminie Świnoujście figurowała w rejestrze TERYT). 1 stycznia 2011 poprawiono położenie miejscowości (w gminie Międzyzdroje), jednocześnie znosząc nazwę Gosań.